# غاري د. روشي
غاري د. روشي (بالإنجليزية: Gary D. Roach)‏ هو مونتير أمريكي، ولد في 5 فبراير 1964 في لوس أنجلوس في الولايات المتحدة.

## وصلات خارجية
- غاري د. روشي على موقع IMDb (الإنجليزية)
- غاري د. روشي على موقع ألو سيني (الفرنسية)
- غاري د. روشي على موقع أول موفي (الإنجليزية)
- غاري د. روشي على موقع قاعدة بيانات الأفلام السويدية (السويدية)
- غاري د. روشي على موقع قاعدة بيانات الفيلم (الإنجليزية)
- غاري د. روشي على موقع كينوبويسك (الروسية)